# Silbervogel
Silbervogel, terme alemany per Ocell de Plata, va ser un disseny d'un bombarder motoritzat per coet sub-orbital produït per Eugen Sänger i Irene Bredt al final dels anys 1930. De vegades es refereixen a ell com Amerika Bomber per antonomàsia, però va ser només un dels considerats per a aquesta missió.
L'Ocell de Plata intentava volar grans distàncies per petits rebots a les capes superiors de l'atmosfera. L'aeroplà començaria la seva missió en un rail de 3 km (2 milles) empès per un motor coet.

## Operació Paperclip
Quan Walter Dornberger va voler crear un interès als seus nous caps nord-americans de l'Operació Paperclip, en la postguerra, pel concepte d'avió espacial als Estats Units després de la Segona Guerra Mundial, va escollir el terme diplomàtic de Bombarder antipodal. El disseny era significatiu i com incorporava nova tecnologia de coets i el principi d'aixecament de massa al final es va considerar difícil i car per a la seva producció. El disseny no va arribar a anar més enllà de les proves del túnel de vent.